# Чанчеті
Чанчеті (груз. ჩანჩეთი) — село в Грузії.
За даними перепису населення 2014 року в селі проживає 154 особи.